# Notopleura patria
Notopleura patria är en måreväxtart som först beskrevs av Paul Carpenter Standley och Julian Alfred Steyermark, och fick sitt nu gällande namn av Charlotte M. Taylor. Notopleura patria ingår i släktet Notopleura och familjen måreväxter.

## Underarter
Arten delas in i följande underarter:
- N. p. patria
- N. p. tovarensis